# 2.º Ejército Japonés de Área
El 2.º Ejército Japonés de Área fue un ejército de campo del Ejército Imperial Japonés durante la Segunda Guerra Mundial.

## Historia
El 2.º Ejército Japonés de Área se formó el 4 de julio de 1942 bajo el control del Ejército de Kwantung como fuerza de reserva y guarnición para mantener la seguridad y el orden público en Manchukuo. Se disolvió el 13 de junio de 1945 y sus diversos componentes fueron reasignados a otros mandos.
El 2.º Ejército Japonés de Área fue transferido a Dávao, en las Filipinas, a finales de 1943 y se le asignó la tarea de defender el oeste de Nueva Guinea y la parte oriental de las Indias Orientales Neerlandesas ocupadas.

## Comandantes

### Comandante en jefe
|   | Nombre                     | Desde                   | Hasta                   |
| - | -------------------------- | ----------------------- | ----------------------- |
| 1 | General Korechika Anami    | 1 de julio de 1942      | 26 de diciembre de 1944 |
| 2 | Teniente General Jo Iimura | 26 de diciembre de 1944 | 29 de mayo de 1945      |

### Jefe de Estado Mayor
|   | Name                           | Desde                   | Hasta                   |
| - | ------------------------------ | ----------------------- | ----------------------- |
| 1 | Mayor General Kane Yoshihara   | 4 de julio de 1942      | 9 de noviembre de 1942  |
| 2 | Mayor General Yo Watanabe      | 9 de noviembre de 1942  | 29 de octubre de 1943   |
| 3 | Teniente General Takazo Numata | 29 de octubre de 1943   | 26 de diciembre de 1944 |
| 4 | Mayor General Ryozo Sakuma     | 26 de diciembre de 1944 | 29 de mayo de 1945      |